# چیکلانا د لا فرانترا
چیکلانا د لا فرانترا (به اسپانیایی: Chiclana de la Frontera) یک دهستان در اسپانیا است که در استان کادیس واقع شده‌است. چیکلانا د لا فرانترا ۲۰۵٫۴۵ کیلومتر مربع مساحت و ۸۴٬۲۰۱ نفر جمعیت دارد و ۱۱ متر بالاتر از سطح دریا واقع شده‌است.

## خواهرخوانده
شهرهای بزیه و اوبدا خواهرخوانده‌های چیکلانا د لا فرانترا هستند.